# Ahmed Hassan
Ahmed Hassan Kamel (en árabe: أحمد حسن‎) (Maghāghah, Menia, 2 de mayo de 1975) es un exfutbolista egipcio que jugaba como centrocampista. Su último equipo fue el Zamalek S. C.
Según datos oficiales de la FIFA, Hassan tenía el récord mundial de mayor cantidad de partidos internacionales jugados con una selección con 184 encuentros hasta que Cristiano Ronaldo lo superó en 2022.

## Trayectoria
Su primer club fue Aswan S. C. de Egipto. Luego pasó al Ismaily S. C. del mismo país, en donde ganó su primer título, la Copa de Egipto. 
En 1998 se fue a jugar a Europa, en Turquía. En ese país jugó durante 8 años en 4 clubes distintos, Kocaelispor, Denizlispor, Gençlerbirliği S. K. y Beşiktaş J. K. en ese último club ganó un título, la Copa de Turquía. 
En 2006 es transferido al R. S. C. Anderlecht de Bélgica, en donde ganó 4 títulos: una Primera División de Bélgica, una Copa de Bélgica y 2 Supercopas de Bélgica. 
En 2008 volvió a su país, para jugar en el Al-Ahly, siendo este el club más exitoso de su carrera, en donde ganó 7 títulos: 3 Ligas Premier de Egipto, 2 Supercopas de Egipto, una Liga de Campeones de la CAF y una Supercopa de la CAF.
En 2011 es transferido al Zamalek S. C. siendo este el último club de su carrera como futbolista, en donde ganó su último título, la Copa de Egipto.
El 5 de diciembre de 2013, anunció su retiro oficial.

## Selección nacional
Debutó con la Selección de Egipto el 29 de diciembre de 1995 en un partido amistoso frente a Ghana perdiendo 2 a 1. 
Jugó y ganó con los faraones la Copa Africana de Naciones 1998 en Burkina Faso, clasificando así para la Copa FIFA Confederaciones 1999, pero en este torneo no pudieron pasar de la primera fase. 
Participó en las Copa Africana de Naciones de Ghana y Nigeria 2000, Malí 2002, Túnez 2004, Egipto 2006, en donde tuvo un gran torneo anotando 4 goles y siendo elegido como el mejor jugador la de competición, Ghana 2008 y Angola 2010, donde volvió a ser elegido como el mejor jugador la de competición. En las últimas 3 ediciones se llevó el título, convirtiéndose en el futbolista más laureado en la historia de la Copa Africana de Naciones, junto con su compatriota Essam El-Hadary, con 4 títulos. 
Fue a la Copa FIFA Confederaciones 2009, aunque Egipto no pasó otra vez la primera ronda. Unos meses después fracasaron en la clasificación para el mundial, perdiendo el partido decisivo frente a Argelia. 
El 14 de noviembre de 2011, Ahmed Hassan igualó el récord de más partidos internacionales de la historia del Fútbol, 178, que ostentaba el portero de Arabia Saudita Mohamed Al-Deayea. Tras superarlo, jugó su último partido internacional el 2 de junio de 2012, llegando a 184 internacionalidades, y convirtiéndose en el futbolista que más partidos internacionales ha disputado en la historia del fútbol masculino. 

### Participaciones en Copa Africana de Naciones
| Copa Africana                  | Sede            | Resultado        |
| ------------------------------ | --------------- | ---------------- |
| Copa Africana de Naciones 1996 | Sudáfrica       | Cuartos de final |
| Copa Africana de Naciones 1998 | Burkina Faso    | Campeón          |
| Copa Africana de Naciones 2000 | Ghana y Nigeria | Cuartos de final |
| Copa Africana de Naciones 2002 | Mali            | Cuartos de final |
| Copa Africana de Naciones 2004 | Túnez           | Primera Ronda    |
| Copa Africana de Naciones 2006 | Egipto          | Campeón          |
| Copa Africana de Naciones 2008 | Ghana           | Campeón          |
| Copa Africana de Naciones 2010 | Angola          | Campeón          |

### Participaciones en Copa FIFA Confederaciones
| Copa                           | Sede      | Resultado     |
| ------------------------------ | --------- | ------------- |
| Copa FIFA Confederaciones 1999 | México    | Primera ronda |
| Copa FIFA Confederaciones 2009 | Sudáfrica | Primera ronda |

## Clubes
| Club                 | País    | Año       |
| -------------------- | ------- | --------- |
| Aswan S. C.          | Egipto  | 1995-1997 |
| Ismaily S. C.        | Egipto  | 1997-1998 |
| Kocaelispor          | Turquía | 1998-2000 |
| Denizlispor          | Turquía | 2000-2001 |
| Gençlerbirliği S. K. | Turquía | 2001-2003 |
| Beşiktaş J. K.       | Turquía | 2003-2006 |
| R. S. C. Anderlecht  | Bélgica | 2006-2008 |
| Al-Ahly              | Egipto  | 2008-2011 |
| Zamalek S. C.        | Egipto  | 2011-2013 |

## Palmarés

### Campeonatos nacionales
| Título                      | Club                | País    | Año  |
| --------------------------- | ------------------- | ------- | ---- |
| Copa de Egipto              | Ismaily S. C.       | Egipto  | 1997 |
| Copa de Turquía             | Besiktas J. K.      | Turquía | 2006 |
| Supercopa de Bélgica        | R. S. C. Anderlecht | Bélgica | 2006 |
| Primera División de Bélgica | R. S. C. Anderlecht | Bélgica | 2007 |
| Supercopa de Bélgica        | R. S. C. Anderlecht | Bélgica | 2007 |
| Copa de Bélgica             | R. S. C. Anderlecht | Bélgica | 2008 |
| Supercopa de Egipto         | Al-Ahly             | Egipto  | 2008 |
| Liga Premier de Egipto      | Al-Ahly             | Egipto  | 2009 |
| Liga Premier de Egipto      | Al-Ahly             | Egipto  | 2010 |
| Supercopa de Egipto         | Al-Ahly             | Egipto  | 2010 |
| Liga Premier de Egipto      | Al-Ahly             | Egipto  | 2011 |
| Copa de Egipto              | Zamalek S. C.       | Egipto  | 2013 |

### Copas internacionales
| Título                      | Equipo (*)          | País         | Año  |
| --------------------------- | ------------------- | ------------ | ---- |
| Copa Africana de Naciones   | Selección de Egipto | Burkina Faso | 1998 |
| Copa Africana de Naciones   | Selección de Egipto | Egipto       | 2006 |
| Copa Africana de Naciones   | Selección de Egipto | Ghana        | 2008 |
| Liga de Campeones de la CAF | Al-Ahly             | Camerún      | 2008 |
| Supercopa de la CAF         | Al-Ahly             | Egipto       | 2009 |
| Copa Africana de Naciones   | Selección de Egipto | Angola       | 2010 |

(*) Incluyendo la selección.

### Distinciones individuales
| Distinción                                                                  | Año       |
| --------------------------------------------------------------------------- | --------- |
| Mejor Jugador de la Copa Africana de Naciones                               | 2006      |
| Mejor Jugador de la Copa Africana de Naciones                               | 2010      |
| Jugador con más partidos Internacionales con la Selección en el Mundo (184) | 2012-2022 |